# Antipsicotico di terza generazione
Gli antipsicotici di terza generazione sono una categoria di psicofarmaci ad azione multimodale che associano all'effetto antipsicotico anche un effetto antidepressivo, in quanto agiscono oltre che sui recettori dopaminergici anche su quelli serotoninergici.
Essendo farmaci usciti sul mercato nel 2015, sono ancora poco studiati, ma nonostante questo cominciano a diffondersi a causa dell'ampio spettro di patologie trattate.

## Meccanismo di azione
La principale caratteristica che differenzia gli antipsicotici di terza generazione da quelli delle generazioni precedenti è quella di avere un'azione di agonismo parziale sia sui recettori della dopamina che su quelli della serotonina.

## Classificazione
La classe principale è quella delle fenilpiperazine della quale fanno parte l'aripiprazolo, il brexpiprazolo e la cariprazina, approvata da EMA nel 2017. Altri farmaci di questa categoria sono l'asenapina, la blonanserina e la pimavanserina.